# Sebastian Tyrała
Sebastian Tyrała (ur. 22 lutego 1988 w Raciborzu) – niemiecko-polski piłkarz, zawodnik rezerw 1. FSV Mainz 05, reprezentant Niemiec U-18 i U-19, Polski U-21 oraz seniorskiej reprezentacji Polski.

## Kariera klubowa
Zawodnik posiada obywatelstwa polskie i niemieckie. Do Niemiec, w okolice Dortmundu, wyjechał wraz z rodziną mając 1,5 roku i od tego czasu w tamtejszych dokumentach przedstawiany jest jako Tyrala. Od 11 roku życia był piłkarzem Borussii Dortmund, do której przeszedł w 1999 roku z BV Bad Sassendorf. Wkrótce potem zerwał więzadła krzyżowe w kolanie. Ośmiomiesięczna przerwa opóźniła jego debiut w pierwszym zespole, ale w sparingach grał już regularnie i strzelał bramki. W styczniu 2009 zainteresowanie zawodnikiem wykazywała Arka Gdynia, jednak Borussia Dortmund żądała za reprezentanta Polski 200 tysięcy euro za transfer definitywny, lub 50 tysięcy euro za wypożyczenie.
Od maja 2010 do czerwca 2011 był zawodnikiem beniaminka 2. Bundesligi VfL Osnabrück. Po jednorocznym epizodzie w drugiej klasie rozgrywkowej klub został zdegradowany do 3. Ligi. W czerwcu 2011 Tyrała podpisał trzyletni kontrakt z innym drugoligowcem, drużyną SpVgg Greuther Fürth, który w sezonie 2012/13 grał w 1. Bundeslidze. Latem 2014 roku Polak odszedł z Greuther Fürth, gdyż klub postanowił nie przedłużać wygasającego 30 czerwca kontraktu. Od 2014 do 2017 grał w trzecioligowej drużynie Rot-Weiß Erfurt.

## Statystyki klubowe
(aktualne na dzień 23 marca 2019)
| Klub                    | Sezon              | Liga                 | Liga  | Liga   | Puchar kraju | Puchar kraju | Europa | Europa | Baraże | Baraże | Suma  | Suma   |
| Klub                    | Sezon              | Liga                 | Mecze | Bramki | Mecze        | Bramki       | Mecze  | Bramki | Mecze  | Bramki | Mecze | Bramki |
| ----------------------- | ------------------ | -------------------- | ----- | ------ | ------------ | ------------ | ------ | ------ | ------ | ------ | ----- | ------ |
| Borussia Dortmund       | 2006/2007          | Bundesliga           | 6     | 0      | –            | –            | –      | –      | –      | –      | 6     | 0      |
| Borussia Dortmund       | 2007/2008          | Bundesliga           | 1     | 0      | –            | –            | –      | –      | –      | –      | 1     | 0      |
| Borussia Dortmund       | Ogólnie            | Ogólnie              | 7     | 0      | 0            | 0            | 0      | 0      | 0      | 0      | 7     | 0      |
| Borussia II Dortmund    | 2006/2007          | Regionalliga Nord    | 13    | 0      | –            | –            | –      | –      | –      | –      | 13    | 0      |
| Borussia II Dortmund    | 2007/2008          | Regionalliga Nord    | 19    | 1      | –            | –            | –      | –      | –      | –      | 19    | 1      |
| Borussia II Dortmund    | 2008/2009          | Regionalliga West    | 32    | 7      | –            | –            | –      | –      | –      | –      | 32    | 7      |
| Borussia II Dortmund    | 2009/2010          | 3 Liga               | 35    | 4      | –            | –            | –      | –      | –      | –      | 35    | 4      |
| Borussia II Dortmund    | Ogólnie            | Ogólnie              | 99    | 12     | 0            | 0            | 0      | 0      | 0      | 0      | 99    | 12     |
| VfL Osnabrück           | 2010/2011          | 2 Bundesliga         | 31    | 4      | 1            | 1            | –      | –      | 2      | 0      | 34    | 5      |
| VfL Osnabrück           | Ogólnie            | Ogólnie              | 31    | 4      | 1            | 1            | 0      | 0      | 2      | 0      | 34    | 5      |
| SpVgg Greuther Fürth    | 2011/2012          | 2 Bundesliga         | 6     | 0      | 1            | 2            | –      | –      | –      | –      | 7     | 2      |
| SpVgg Greuther Fürth    | 2012/2013          | Bundesliga           | 1     | 0      | 1            | 0            | –      | –      | –      | –      | 2     | 0      |
| SpVgg Greuther Fürth    | Ogólnie            | Ogólnie              | 7     | 0      | 2            | 2            | 0      | 0      | 0      | 0      | 9     | 2      |
| SpVgg II Greuther Fürth | 2011/2012          | Regionalliga Süd     | 5     | 2      | –            | –            | –      | –      | –      | –      | 5     | 2      |
| SpVgg II Greuther Fürth | 2013/2014          | Regionalliga Bayern  | 11    | 2      | –            | –            | –      | –      | –      | –      | 11    | 2      |
| SpVgg II Greuther Fürth | Ogólnie            | Ogólnie              | 16    | 4      | 0            | 0            | 0      | 0      | 0      | 0      | 16    | 4      |
| Rot-Weiß Erfurt         | 2014/2015          | 3 Liga               | 37    | 4      |              |              | –      | –      | –      | –      | 37    | 4      |
| Rot-Weiß Erfurt         | 2015/2016          | 3 Liga               | 36    | 5      | 5            | 0            | –      | –      | –      | –      | 41    | 5      |
| Rot-Weiß Erfurt         | 2016/2017          | 3 Liga               | 35    | 1      | 3            | 2            | –      | –      | –      | –      | 38    | 3      |
| Rot-Weiß Erfurt         | Ogólnie            | Ogólnie              | 108   | 10     | 8            | 2            | 0      | 0      | 0      | 0      | 116   | 12     |
| 1. FSV Mainz 05 II      | 2017/2018          | Regionalliga Südwest | 33    | 2      | –            | –            | –      | –      | –      | –      | 33    | 2      |
| 1. FSV Mainz 05 II      | 2018/2019          | Regionalliga Südwest | 14    | 0      | –            | –            | –      | –      | –      | –      | 14    | 0      |
| 1. FSV Mainz 05 II      | Ogólnie            | Ogólnie              | 47    | 2      | 0            | 0            | 0      | 0      | 0      | 0      | 47    | 2      |
| Ogólnie w karierze      | Ogólnie w karierze | Ogólnie w karierze   | 315   | 32     | 11           | 5            | 0      | 0      | 2      | 0      | 328   | 37     |

## Kariera reprezentacyjna
Był reprezentantem Niemiec U18 i U19, w różnych kategoriach wiekowych rozegrał dla Niemiec 37 spotkań, strzelając 22 gole. Odmówił jednak przyjęcia powołania do młodzieżowej reprezentacji Niemiec, deklarując chęć gry dla Polski. Ponieważ reprezentował wyłącznie drużyny U18 i U19, to według przepisów FIFA Tyrała nadal mógł wystąpić dla dorosłej reprezentacji innego kraju, w tym także Polski. Przyznał jednak, że ostateczną decyzję podejmie dopiero po otrzymaniu ewentualnego powołania od Leo Beenhakkera. Dnia 21 listopada 2008, został powołany przez Leo Beenhakkera na zgrupowanie w tureckiej Antalyi, gdzie reprezentacja Polski rozegrała mecze towarzyskie z drużyną Antalyasporu, a 14 grudnia 2008 z reprezentacją Serbii. Został powołany przez Andrzeja Zamilskiego do kadry Polski U21 w której zadebiutował w przegranym meczu 0:4 z reprezentacją Holandii. Po raz drugi w barwach reprezentacji młodzieżowej zagrał 17 listopada 2009 w przegranym spotkaniu z Rumunią 1:2. W meczu tym zdobył dla Polski bramkę. Był to zarazem ostatni występ Tyrały w reprezentacji Polski do lat 21.
| Mecze i gole w reprezentacji | Mecze i gole w reprezentacji | Mecze i gole w reprezentacji | Mecze i gole w reprezentacji | Mecze i gole w reprezentacji | Mecze i gole w reprezentacji | Mecze i gole w reprezentacji |
| #                            | Data                         | Miasto                       | Przeciwnik                   | Gol                          | Wynik                        | Rozgrywki                    |
| ---------------------------- | ---------------------------- | ---------------------------- | ---------------------------- | ---------------------------- | ---------------------------- | ---------------------------- |
| 1.                           | 14.12.2008                   | Antalya                      | Serbia                       |                              | 1:0                          | towarzyski                   |

## Sukcesy
- Mistrzostwo 2. Bundesligi / Awans do Bundesligi: 2012